# La torre della solitudine
La torre della solitudine è un romanzo di Valerio Massimo Manfredi del 1997.

## Trama
Philip Garrett è un giovane archeologo che crede che il padre, Desmond, sia morto in una delle sue esplorazioni nel quadrante sud-orientale del deserto del Sahara. Un giorno però scopre un messaggio lasciatogli molto tempo prima dal padre, contenente indizi sulle proprie ricerche, e decide di seguire le sue tracce. Lungo il suo cammino troverà numerosi ostacoli, in particolare quando cercherà di ottenere un libro, custodito nella Biblioteca Vaticana, che il padre consultò a suo tempo. Nel corso della storia, scoprirà che lo scopo del padre era trovare un luogo misterioso situato in mezzo al deserto, detto Torre della solitudine, una fortezza difesa da un popolo leggendario, i Blemmi. Philip avrà inoltre una storia d'amore con Arad, un'affascinante donna del deserto, anche lei in cerca della Torre.
Nel frattempo, altri personaggi sono in cerca del sito leggendario: uno è un prete, inviato da Padre Boni nel deserto per registrare un misterioso messaggio ultraterreno, grazie ad un apparecchio appositamente creato da Guglielmo Marconi. L'altro è Selznick, un criminale di guerra, convinto che le sue ferite, che sembrano essere maledette al punto di non rimarginarsi mai completamente, saranno sanate da colui che abita nella Torre, che lui definisce Signore della solitudine, o L'uomo dalle sette tombe.

## Altri media
Nel 1998 dal romanzo è stato tratto un film per la TV intitolato I guardiani del cielo, con Peter Weller. Sebbene ispirato al romanzo, sia i personaggi che la trama sono diversi.

## Edizioni
- Valerio Massimo Manfredi, La torre della solitudine, Oscar bestsellers, Arnoldo Mondadori Editore, 1997,  p. 308, ISBN 9788804427810.
- Valerio Massimo Manfredi, La torre della solitudine, Oscar bestsellers, Mondadori, 22 gennaio 2019,  p. 322, ISBN 9788804704683.